# 930-talet f.Kr.

## Händelser
- 934 f.Kr. – Zhou yi wang blir kung av den kinesiska Zhoudynastin.

## Födda
- 934 f.Kr. – Astarymus, kung av Tyros.

## Avlidna
- 935 f.Kr.
  - Zhou gong wang, kung av den kinesiska Zhoudynastin.
  - Tiglath-Pileser II, kung av Assyrien.
- 930 f.Kr.
  - Salomo, kung av Israel